# Doña Blanca de Navarra

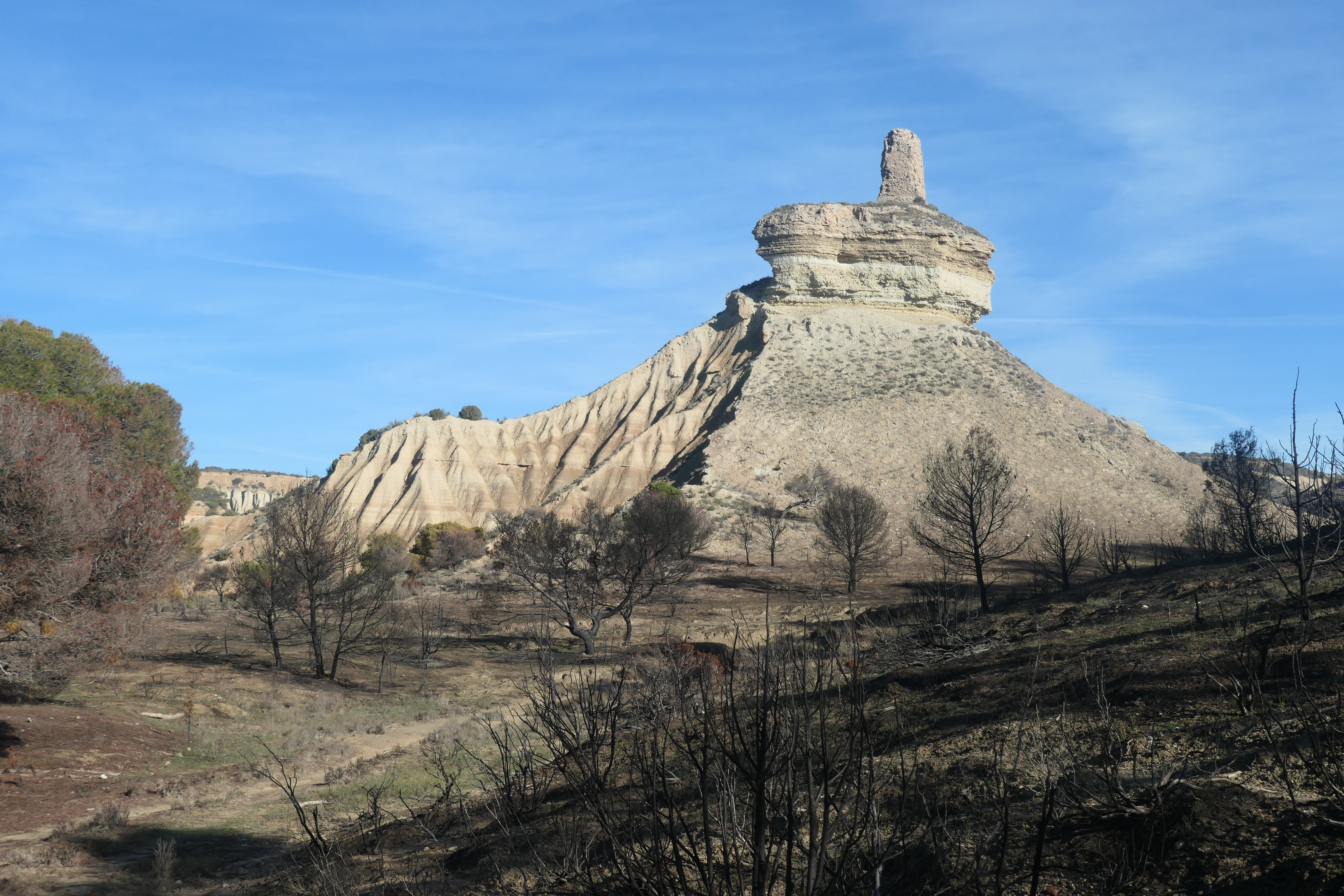
Les ruines du Castillo de Peñaflor, dans les Bardenas Reales, où la légende prétend que Blanche de Navarre aurait été enfermée.

Doña Blanca de Navarra est l'héroïne et l'éponyme d'un roman historique romantique de l'Espagnol Francisco Navarro Villoslada publié en 1847. Le personnage est inspiré de Blanche II de Navarre.

## Intrigue

### Fondements historiques
Au XVe siècle le roi Jean II d'Aragon a épousé la reine Blanche Ire de Navarre, préfigurant une alliance entre ces royaumes. Ils ont pour enfant Charles de Viane, Blanche et Éléonore. À la mort de Charles dans des circonstances douteuses (peut-être empoisonné), Blanche est susceptible d'accéder au trône de Navarre, du droit de sa mère décédée. Mais Jean d'Aragon entend conserver cette couronne, et fait emprisonner pour le restant de ses jours Blanche au château de Moncade à Orthez chez Gaston IV de Foix-Béarn, le mari d’Éléonore avec la complicité de celle-ci.

### Dans le roman
Blanca, « la plus belle des femmes, la plus infortunée des reines », est la tragique victime des intrigues de sa sœur Leonor, « femme d'une beauté sévère et masculine, hautaine et dominatrice, à la cruauté implacable ».
Leonor fait emprisonner à vie sa sœur aînée, pour hériter à sa place la couronne de Navarre. De la prison où elle est tenue, Blanche noue une relation avec un villageois, Gimeno, qui vient la visiter. Elle finit par mourir dans ses bras, empoisonnée par Leonor.
Le lieu de l'action est déplacé dans un nid d'aigle de la région austère des Bardenas Reales, près de Tudela en Navarre, nommé château de Peñaflor, construit au XIIIe siècle par Sanche le Fort pour contrôler la frontière entre Aragon et Navarre. Il est connu aujourd'hui sous le nom de « château de Doña Blanca ».